# Warhammer 40,000: Kill Team
Warhammer 40,000: Kill Team est un jeu vidéo de type shoot 'em up développé par THQ Digital Studios UK et édité par THQ, sorti en 2011 sur Windows, PlayStation 3 et Xbox 360.

## Accueil
- Gamekult : 3/10[1]
- Jeuxvideo.com : 13/20[2]